# Sonnenmikroskop

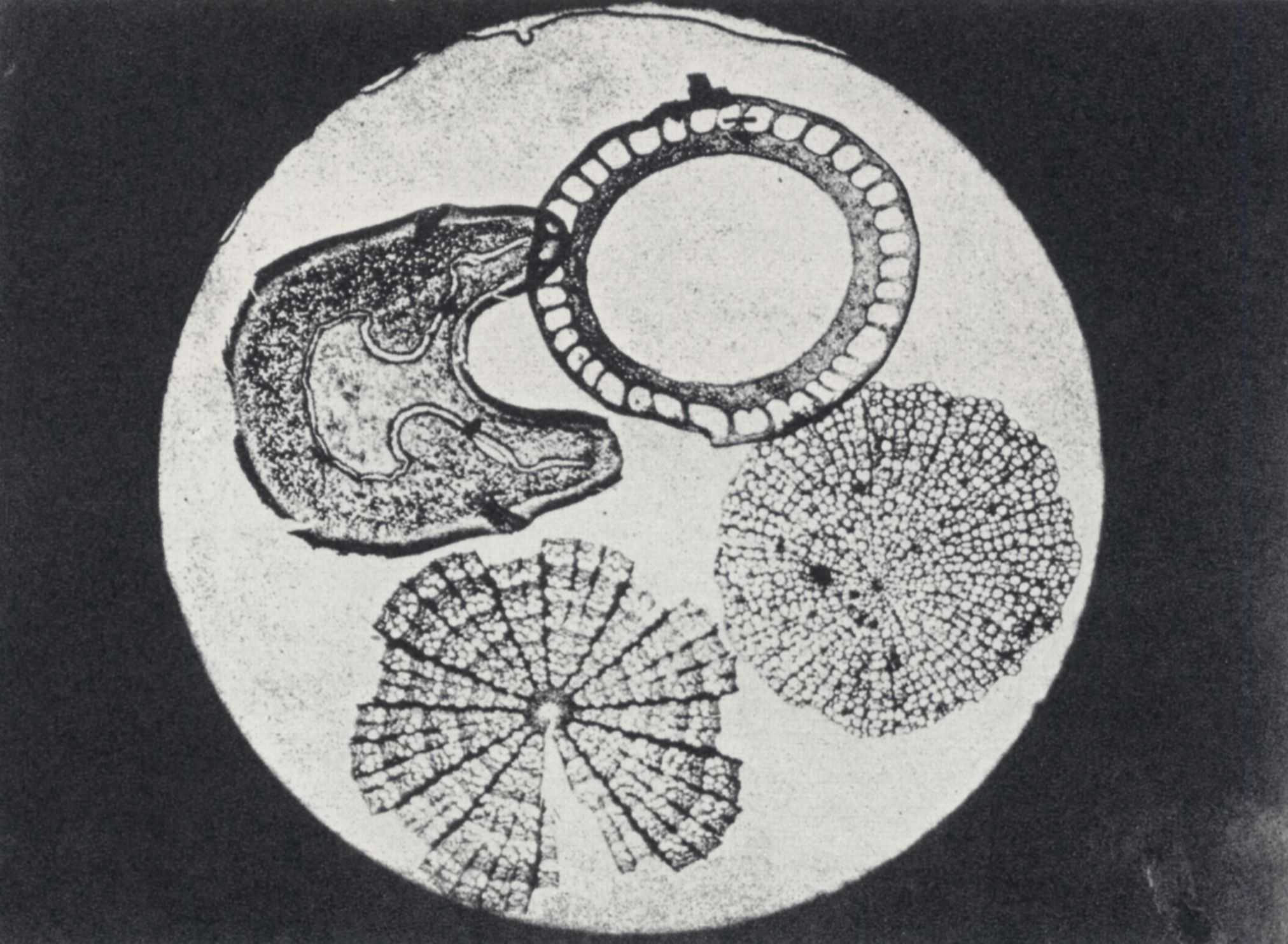
Kalotypie, aufgenommen 1841 mit einem Sonnenmikroskop

Ein Sonnenmikroskop ist ein  Projektionsmikroskop, das in einem verdunkelten Raum verwendet wird. Dabei wird mit einem außerhalb des Raumes befindlichen Spiegel Sonnenlicht auf eine Sammellinse reflektiert. Das durch die Linse gebündelte Licht fällt auf das Präparat, das durch eine Linse (oder ein Linsensystem) auf einen Schirm abgebildet wird. Insofern ähnelt die Funktionsweise eines Sonnenmikroskops eher einem Diaprojektor als einem Mikroskop. 
Sonnenmikroskope finden sich ab 1740 in den Katalogen von Instrumentenmachern und waren insbesondere in der zweiten Hälfte des 18. Jahrhunderts sehr populär. Mitte des 19. Jahrhunderts waren sie für die Fotografie mikroskopischer Objekte erneut von wissenschaftlicher Bedeutung.

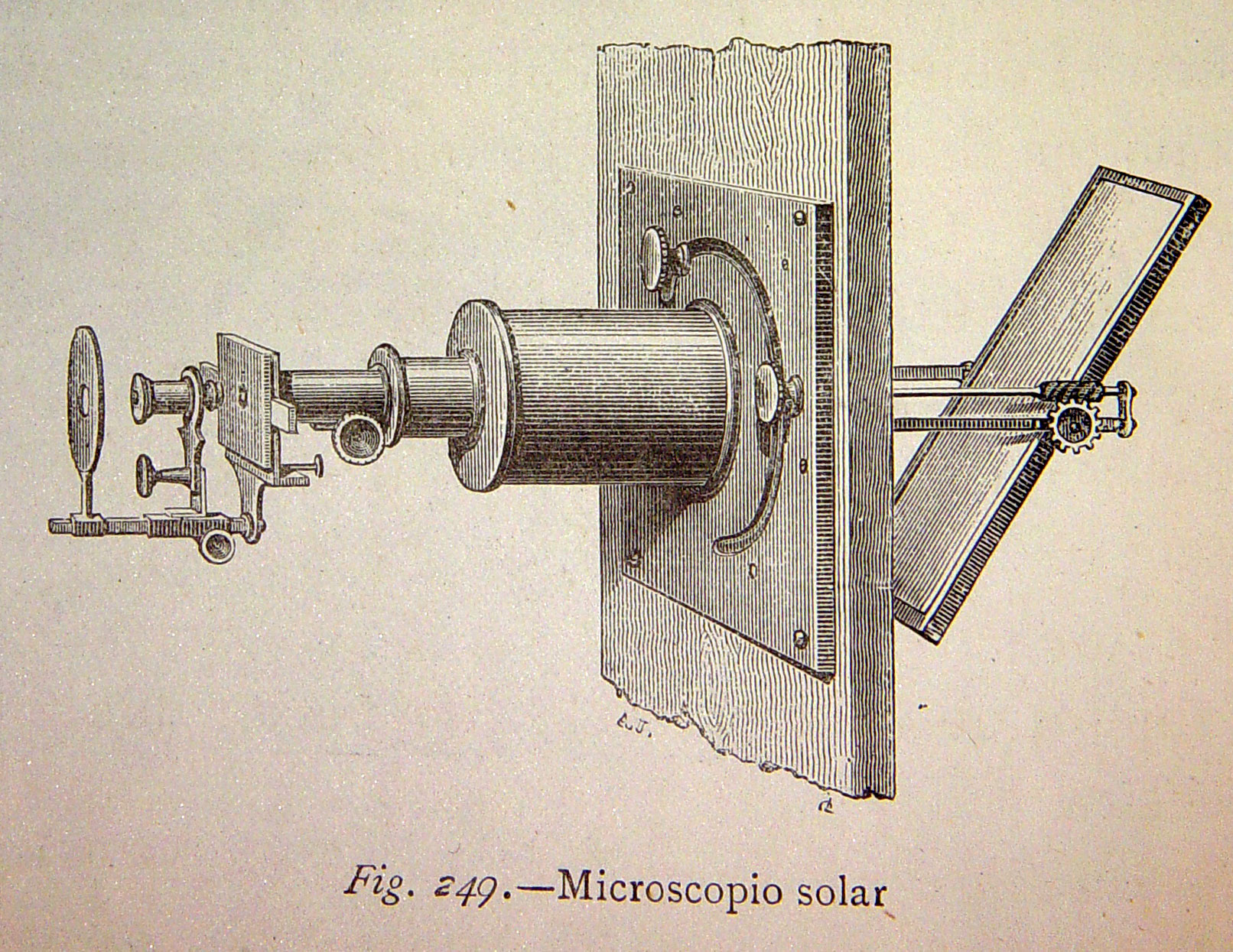
Sonnenmikroskop
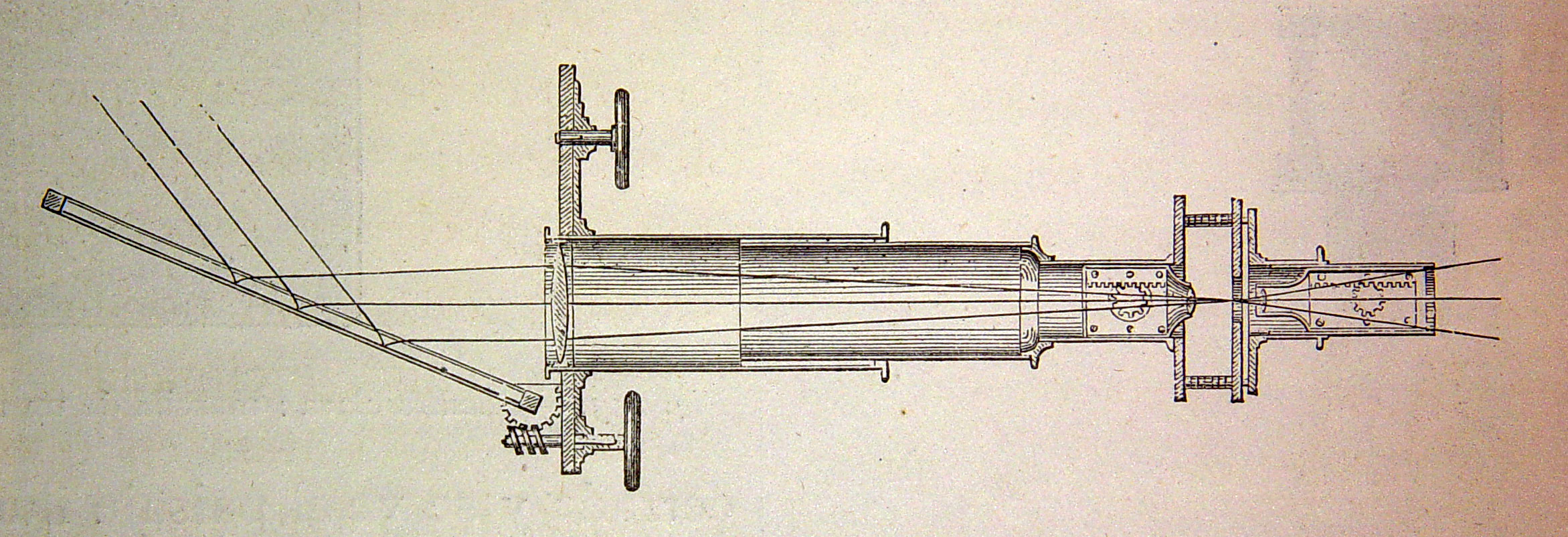
Strahlengang im Sonnenmikroskop